# ユージン・アームストロング
ユージン・アームストロング（英語: Eugene Armstrong、1952年6月5日 - 2004年9月20日）は、イラクの聖戦アル＝カーイダ組織によって拉致・殺害されたアメリカ人の土木技術者である。

## イラクにおける拉致・殺害
中東を拠点とする建設会社に携わっていたユージン・アームストロングはアブー・ムスアブ・アッ＝ザルカーウィー率いるイラクの聖戦アル＝カーイダ組織によって、2004年9月16日、バグダッドのマンスール地区にて、アメリカ人1名とイギリス人1名とともに拉致された。マンスール地区ではティグリス川沿いの裕福な多国籍企業が本社を構えていた。
イラクの聖戦アル＝カーイダ組織は、同年9月18日、ユージン・アームストロング含むアメリカ人2名とイギリス人1名を人質に、アブグレイブ刑務所に収監されているイラク人女性を48時間以内に釈放することを要求した。しかし、アメリカ合衆国及びイギリスが要求に応じなかったため、同年9月20日、ユージン・アームストロングを ニコラス・バーグとポール・ジョンソンと同じ方式に殺害する。彼を斬首する殺害映像も全世界を含めてインターネットで公開される。同日の夜に斬首の様子を映した映像をイスラム系ウェブサイトに公開した。他の人質であったアメリカ人ジャック・ヘンスリーとイギリス人ケネス・ビグリーも同じく斬首され殺害された。
斬首の様子を映像に収めインターネット上で公開するという残酷さ故に、YouTubeなどの動画共有サイトにはインフルエンサーが映像を見てリアクションするという内容の動画が多数投稿されている。